# Adolph Northen
Adolph Northen (n. 6 noiembrie 1828, Hann. Münden, Regatul Hanovra – d. 28 mai 1876, Düsseldorf, Germania) a fost un pictor german.

## Lucrări

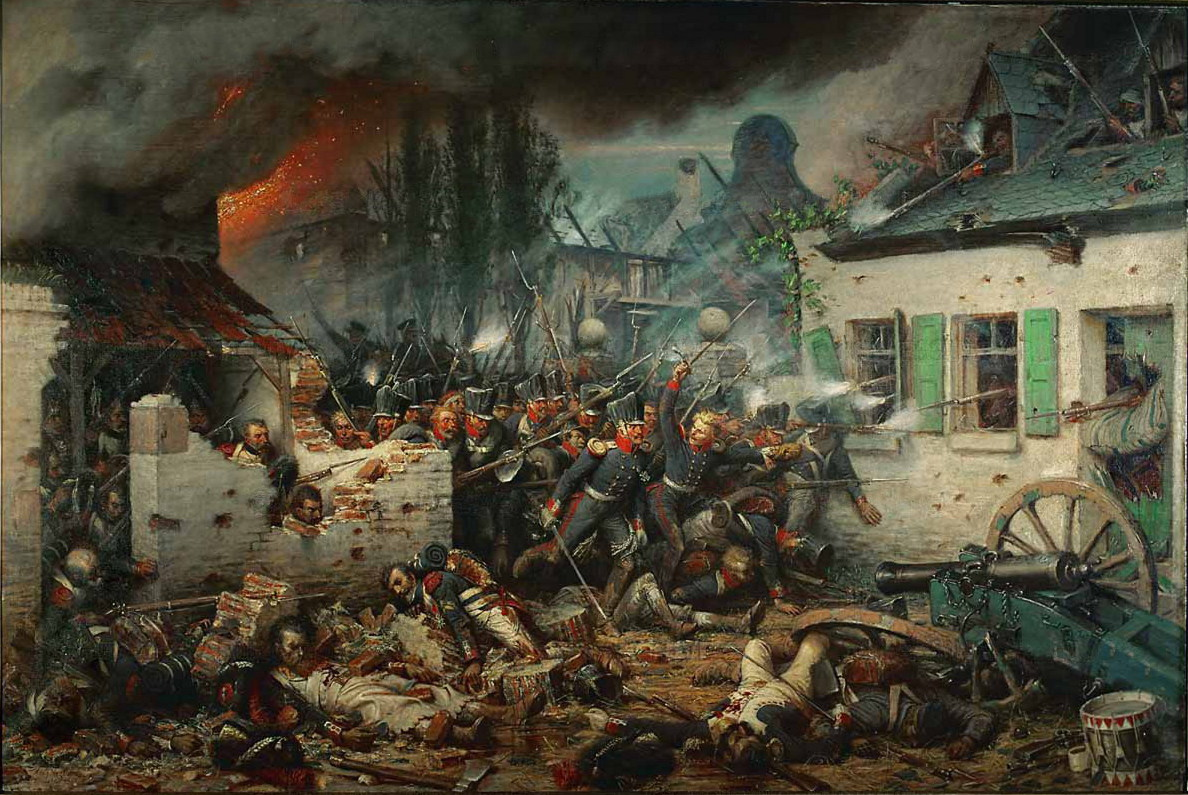
„Atacul prusacilor” în Bătălia de la Waterloo, 1863
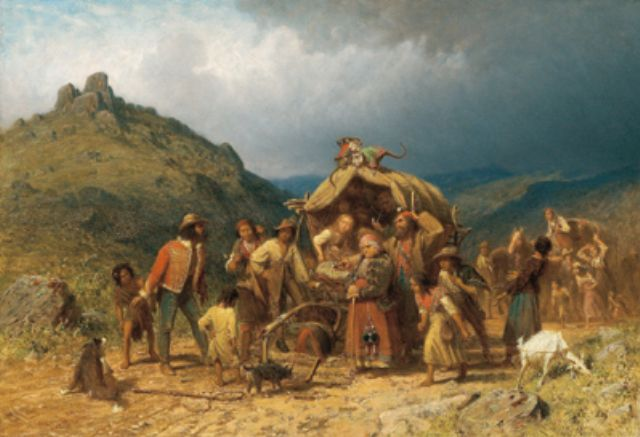
Zigeunerkarawane, Düsseldorf („Tabăra țiganilor”)
„Retragerea lui Napoleon din Moscova”